# Dave Fortman
Dave Fortman (...) è un produttore discografico e chitarrista statunitense.
È membro fondatore della band Ugly Kid Joe. Ha lavorato con band come Superjoint Ritual, Watership Down, Eyehategod, Mudvayne, Otep, Slipknot, Simple Plan, Evanescence e Godsmack.